# Arachnochium kulsiense
Arachnochium kulsiense is een garnalensoort uit de familie van de Palaemonidae. De wetenschappelijke naam van de soort is voor het eerst geldig gepubliceerd in 2007 door Jayachandran, Lal Mohan & Raji.